# Dolina Sucha Kondracka

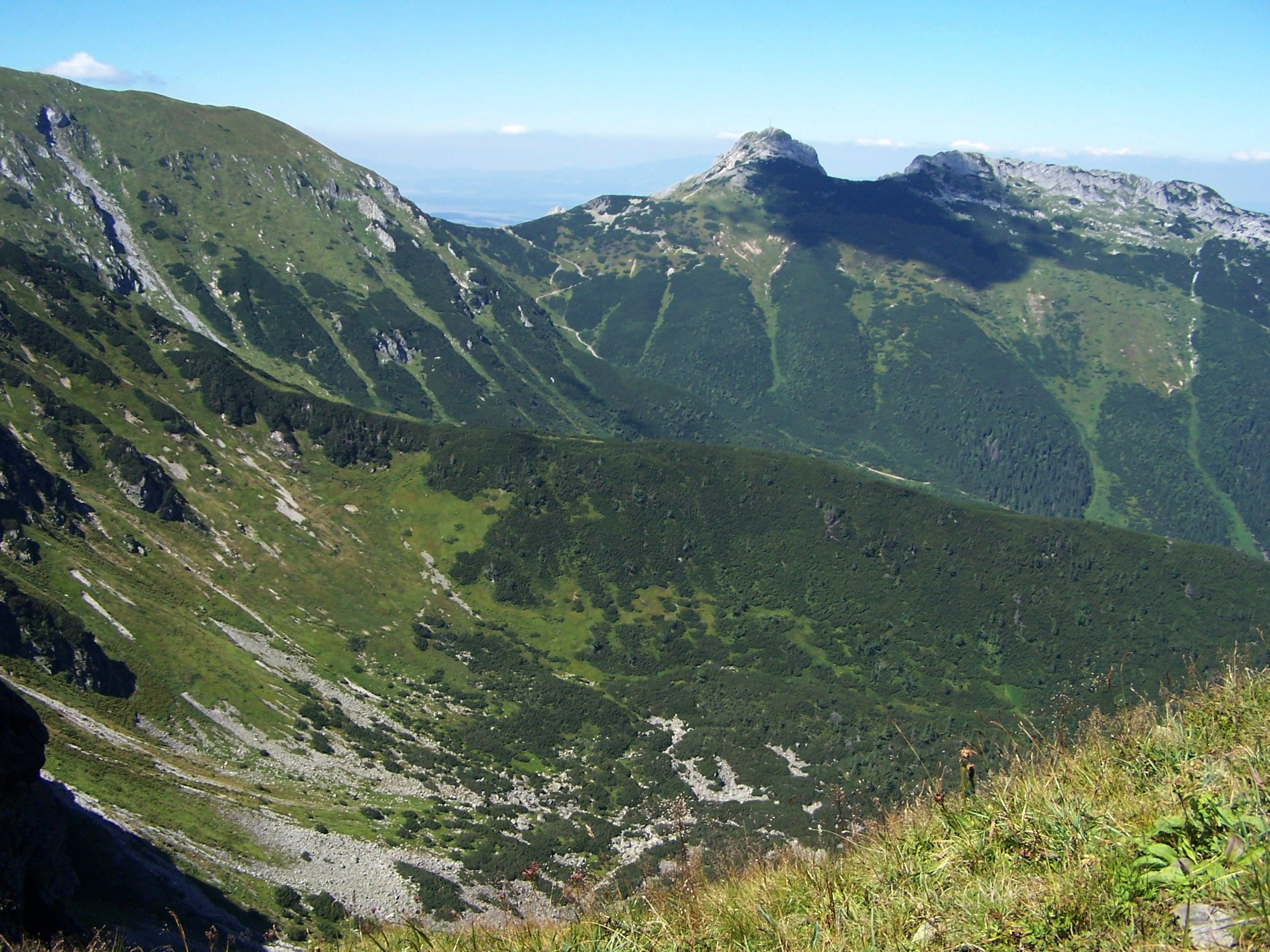
Blick vom Kauptkamm mit Giewont im Hintergrund

Die eiszeitlich durch Gletscher geformte Dolina Sucha Kondracka ist ein Tal in der polnischen Westtatra in der Woiwodschaft Kleinpolen. Es befindet sich auf dem Gemeindegebiet von Zakopane im Powiat Tatrzański.

## Geographie
Das Tal ist ein südliches Seitental der Dolina Kondratowa, eines Seitentals der Dolina Bystrej, und ist von bis zu 2005 Meter hohen Bergen umgeben, u. a. der Kopa Kondracka. Die Felswände im Tal sind aus Kalkstein.
Das Tal fällt von Südwesten nach Nordosten von ungefähr 2005 Höhenmetern auf 1300 Höhenmeter herab. Es wird von keinem oberirdischen Gewässer durchflossen.

## Etymologie
Der Name lässt sich übersetzen als „Trockenes Tal des Kondrat“.

## Flora und Fauna
Das Tal liegt oberhalb der Baumgrenze und wird von Bergkiefern bewachsen. Das Tal ist Rückzugsgebiet für zahlreiche Säugetiere und Vogelarten.

## Klima
Im Tal herrscht Hochgebirgsklima.

## Almwirtschaft
Vor der Errichtung des Tatra-Nationalparks im Jahr 1954 wurde das Tal für die Almwirtschaft genutzt. Danach wurden die Eigentümer der Almen enteignet bzw. zum Verkauf gezwungen. Die größte Alm im Tal war die Hala Kondratowa.

## Panorama

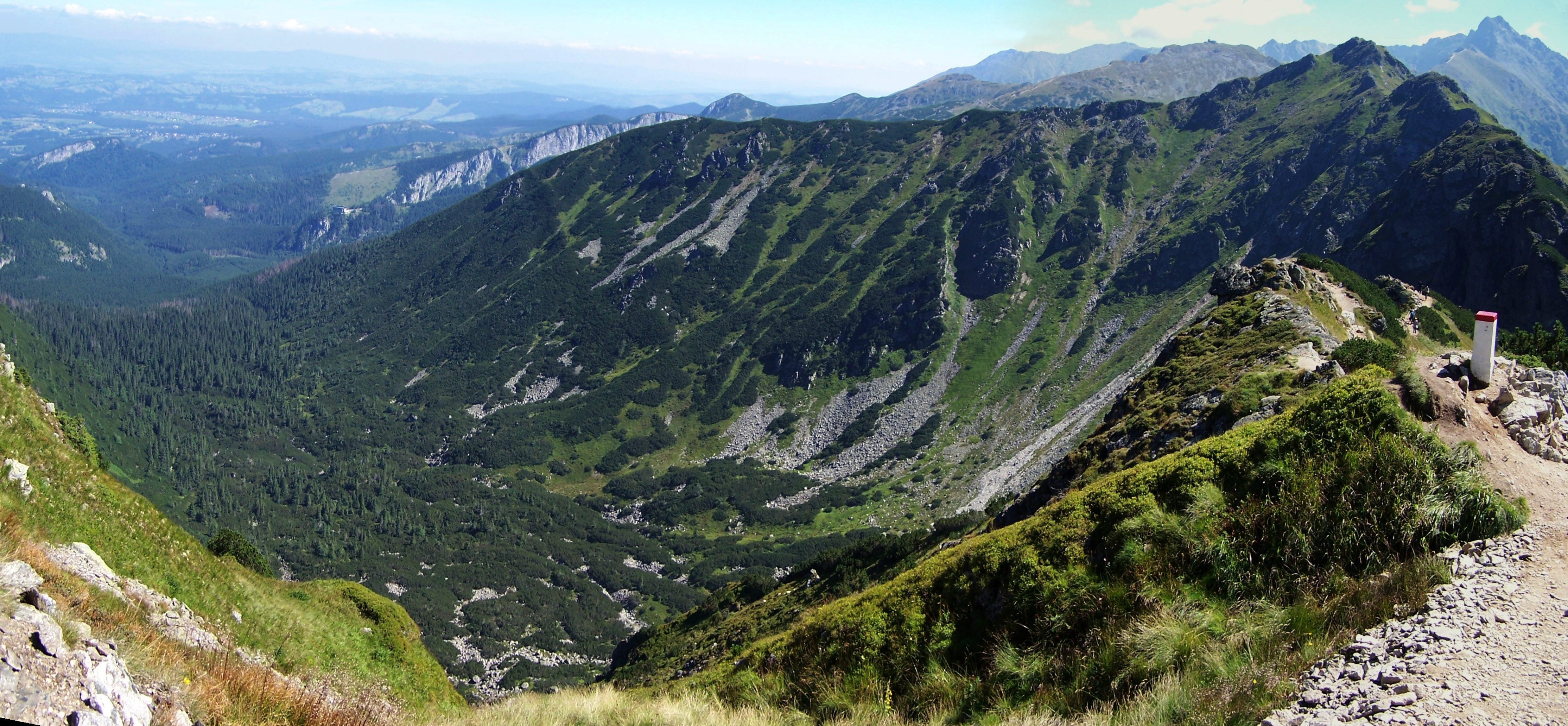
Blick vom Hauptkamm

## Tourismus
Durch das Tal führt kein Wanderweg.